# Булинаць
45°49′ пн. ш. 16°59′ сх. д. / 45.81° пн. ш. 16.98° сх. д.
Булинаць (хорв. Bulinac) — населений пункт у Хорватії, у Б'єловарсько-Білогорській жупанії у складі громади Нова Рача.

## Населення
Населення за даними перепису 2011 року становило 358 осіб.
Динаміка чисельності населення поселення: